# Constancia del Rosario
Constancia del Rosario är en kommun i Mexiko.   Den ligger i delstaten Oaxaca, i den sydöstra delen av landet, 290 km söder om huvudstaden Mexico City.
Följande samhällen finns i Constancia del Rosario:
- Rancho Viejo
- Santa María Pueblo Nuevo
- Barrio Loma Bonita